# わたなべかずひろ
わたなべ かずひろ（11月11日 - ）は、日本の声優、舞台俳優、MC。
現在フリーで活動中。
｢声優塾｣を創設、代表。
愛称は、わたひぃ。福島県喜多方市出身。血液型はA型。
代表作に、『ぐでたま』（キャラクター多数）、Nintendo Switch『スーパーマッシュ』（主人公 トモ）などがある

## 略歴
東京アナウンス学院出身。AND ENDLESS、ジャパンアクションエンタープライズ、スチール・ウッド・ガーデンを経て、2021年2月からフリーで活動中。
2020年3月3日に女優の桃井絵理香と結婚。
2022年1月よりInstagramで声優の為の専門塾｢わたひぃの声優塾｣を創設。オンラインレッスンや対面レッスン、コンサルティングも手がける。

## 人物
福島県喜多方市で生まれ育ち、姉弟がいる三人兄弟の真ん中っ子。
高校卒業後上京、AND ENDLESSの劇団員として活動後、ジャパンアクションエンタープライズに所属するも、大怪我で入院のため退所。
怪我から復帰後、スチール・ウッド・ガーデンで声優、舞台俳優、ラジオパーソナリティ、MC、脚本演出と幅広く活躍の後、フリーとして活動を開始。

多くの養成所や現場を経験した結果、本当に大切なことは大人数を相手にするシステム化された学校で教わることが難しいのだと実感し、これから声優を目指す多くの人たちの為に力になりたいと奮起し、声優の為のマンツーマン専門塾「わたひぃの声優塾」を創設。

愛猫家で、スコティッシュストレートの雄猫「コールソン」を飼っている。その後、多頭飼育崩壊で行き場を失った保護猫（雑種：雌猫）を引き取り
現在は「コールソン」と「メイ」の二匹を飼育している。
趣味はMARVEL作品の鑑賞で、多数のフィギュアを所有。特にエージェントオブシールドが好きで、愛猫の名前も主人公のフィル・コールソンと
相棒のメリンダ・メイからつけた。

## 出演
太字はメインキャラクター。

### ゲーム
- Nintendo Switch「スーパーマッシュ」主人公 トモ 役

### アニメ
- ショートアニメ「ぐでたま」レギュラー

### ラジオ
- ニャンコとワンコの「声のお仕事SHOW B U Y SHOW B U Y」メインパーソナリティ
- FM長野「アニラジ ボイスサンクチュアリ」メインパーソナリティ

### 司会・MC
- リアル脱出ゲーム よだかのレコードB-side公演『クリムゾン』MC、ゲームマスター
- リアル脱出ゲーム よだかのレコードB-side公演『クラインの壺』MC、ゲームマスター
- ハテクリ解散公演『引導』MC、ゲームマスター
- 声優アイドルグループ『囁きカフェ sweet vanpaia』イベントMC
- ライブ『アニソンボンバー』司会
- YouTubeチャンネル『放課後プランナー』司会、企画、構成

### 脚本・演出・企画・構成
- FM長野 ニャンコとワンコの「声のお仕事SHOW B U Y SHOW B U Y」内ラジオドラマ 脚本、演出
- ドラマCD「SCHOOOL クラスメイトは夢を見る」音響監督、脚本
- Youtubeチャンネル「放課後プランナー」司会、企画、厚生

### ナレーション
- 「ズバッと結婚サービス比較」
- 「ウイルスバスターモバイル」

### ドラマCD
- オーア〜ルVoive Theater「アリコ・ヴェールはいらない」三崎凌空 役

### 吹き替え
- Transcription of Goldsmith（教材VTR）

### ラジオドラマ
- 「女性恐怖症の俺が山に登った訳」脚本・大空椿 役
- 「ー囁きCafe ?Sweet Vampireー」桃山和魅 役

### 映像
- 「その時上島が動いた」タップダンサー 役
- ジョイサウンド提供「真田アサミのモノマネボイストレーニング」生徒 役

### Web動画
- YouTubeアブラハム診療所「別れさせ屋を雇い夫をハメた妻に倍返しで復習するまでを漫画にしてみた」透 役
- YouTube「ぐでたまフリースタイル」レギュラー

### イベント
- ジャンプフェスタ2023「ドラゴンボールブース」ドラゴンボールブレイカーズ試遊台　説明のお兄さん 役
- ジャンプフェスタ2020「ワンピースブース」舞台キャスト おかま戦士 役
- レッドブルボックスカートレース（ぐでたまチーム）ドライバー
- 「YOTSUYAアニソンBOMBER!!」ソロ、ユニットで出演多数

### 舞台
- 劇団『わ』「地獄の沙汰も金次第って言うけど地獄じゃ金は使えねぇんだぜ」佐々木 役(2021年)
- 放課後ランナー「段ボールに気合を求めるのは間違っているのだろうか」勇者 役（2021年）
- グワィニャオン「刹那的な暮らしと丸腰の新撰組」柳楽つぶて 役（2020年）
- グワィニャオン「Dear...私様」（2019年）
- グワィニャオン「六月の斬る」（2018年）
- 放課後ランナー「ヒステリックファイブ」高杉 役（2018年）
- 放課後ランナー「極道幼稚園」（2017年）
- 放課後ランナー「風ノート」（2017年）
- オッドエンタテインメント「君死ニタマフ事ナカレ 零」（2016年）
- ASHproject朗読劇「和泉刑事と七人の探偵／僕が、キミにできること」（2016年）
- AND ENDLESS「堕天 神殿」蟻通勘吾 役
- AND ENDLESS「十三夜」グローネ 役
- AND ENDLESS「NEW WORLD」ロッシュ・スクード 役
- AND ENDLESS「枯れるやまぁ のたりのたりと まほろばよ あぁ悲しかろ あぁ咲かしたろ」濁酒 役
- シアタークリエ春の陣「GARNET OPERA」服部半蔵 役
- シアタークリエ春の陣「舞台 戦国 BASARA 蒼紅共闘」真田兵 役